# 白山神社 (飛騨市神岡町東町)
白山神社（はくさんじんじゃ）は、岐阜県飛騨市神岡町東町（旧・吉城郡神岡町東町）にある神社（白山神社）。
白山神社は飛騨市内には多くあるが、ここでは神岡町東町の白山神社について記述する。東町白山神社とも称する。

## 概要
応永十三年（1406年）、高原郷領主の江馬輝時（江馬氏）が、加賀国白山比咩神社の分霊を受けて創建。江馬氏下館の守護神として江馬氏下館の北西に鎮座する。
その後はこの地区の産土神社となる。1871年（明治4年）に村社となり、1952年（昭和27年）に岐阜県神社庁より銀幣社の指定を受ける。

## 主祭神
- 伊邪那美命
- 伊邪那岐命
- 菊理姫命

## 境内社
- 愛宕社[3]
- 庚申様[3]
- 秋葉社[3]
- 住吉大日社[3]
- お鍬様[3]
- 水神様[3]
- 地蔵様[3]

## 文化財
旧・神岡町が指定したものであり、飛騨市発足後は飛騨市の文化財となっている。

### 市有形文化財
- 白山妙理神坐像（円空仏）（2000年（平成12年）3月7日指定）[4]

## 祭礼
- 例祭 - 4月第4土曜日

同日には神岡町内の大津神社、朝浦八幡宮でも例祭が行われ、この三社の例祭を合わせて「飛騨神岡祭」と呼称する。